# Paul (filme)
Paul (br: Paul - O Alien Fugitivo) é um filme britanico-estadunidense de 2011, dos gêneros comédia, ficção científica e aventura, dirigido por Greg Mottola e escrito por Simon Pegg e Nick Frost, que também protagonizam o  filme junto com a voz e captura de movimento de Seth Rogen no personagem-título. O filme é uma paródia de outros filmes de ficção científica, especialmente os de Steven Spielberg, bem como dos fãs de ficção científica em geral.
É um empreendimento britânico-americano produzido pela Working Title Films, StudioCanal, Big Talk Pictures e Relativity Media e distribuído pela Universal Pictures. Paul foi lançado em 14 de fevereiro de 2011 no Reino Unido e em 18 de março de 2011 nos Estados Unidos com avaliações geralmente positivas dos críticos e arrecadou US$ 98 milhões em todo o mundo com um orçamento de US$ 40 milhões.

## Sinopse
Dois britânicos viciados em história em quadrinhos (Pegg e Frost) fazem uma viagem pela América do Norte para chegar até a Comic-Con. No caminho, eles descobrem um alienígena (com voz de Seth Rogen) fugindo da Área 51.

## Elenco
- Seth Rogen como a voz de Paul
- Nick Frost como Clive Gollings
- Kristen Wiig como Ruth Buggs
- Simon Pegg como Graeme Willy
- Blythe Danner como Tara Walton

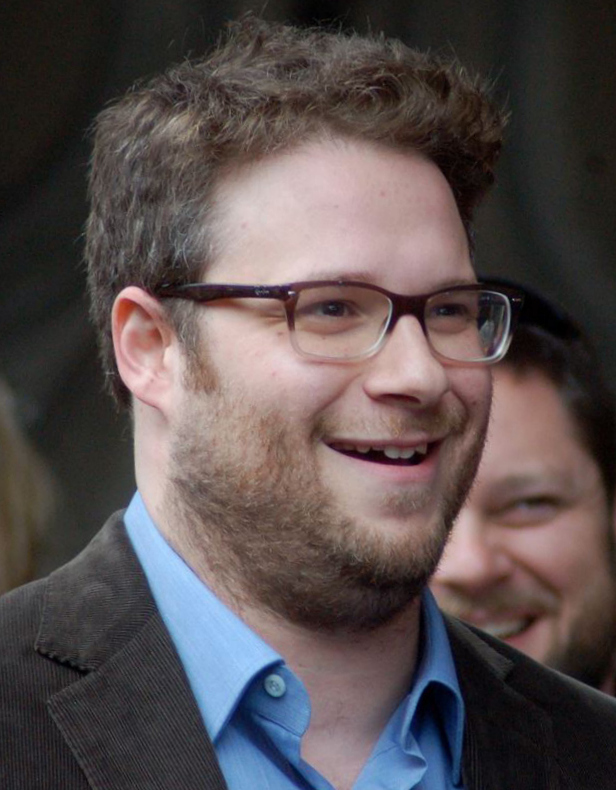
O comediante Seth Rogen fornece a voz e captura de movimento de Paul, o alienígena (foto de 2013).

- Jason Bateman como Agente Especial Lorenzo Zoil. Seu nome é uma brincadeira com o filme Lorenzo's Oil (1992).
- Bill Hader como Agente Haggard
- Jane Lynch como Pat Stevens
- Sigourney Weaver[5] como The Big Guy
- Joe Lo Truglio[5] como Agente O'Reilly
- John Carroll Lynch como Moses Buggs
- David Koechner como Gus
- Jesse Plemons como Jake
- Jeffrey Tambor como Adam Shadowchild

## Ligação externas
- Paul. no IMDb.